# Marek Havlík
Marek Havlík (Lubná, 8 de julio de 1995) es un futbolista checo que juega en la demarcación de centrocampista para el 1. F. C. Slovácko de la Liga de Fútbol de la República Checa.

## Selección nacional
Tras jugar con la selección de fútbol sub-16 de República Checa, la sub-20, y la selección de fútbol sub-21 de República Checa, finalmente hizo su debut con la selección absoluta el 7 de septiembre de 2020 en un partido de la Liga de las Naciones de la UEFA contra Escocia que finalizó con un resultado de 1-2 a favor del combinado escocés tras los goles de Lyndon Dykes, y de Ryan Christie para Escocia, y de Jakub Pešek para la República Checa.

## Clubes
| Club                       | País            | Año       | Partidos | Goles |
| -------------------------- | --------------- | --------- | -------- | ----- |
| SK Hanácká Slavia Kroměříž | República Checa | 2012-2013 | 5        | 0     |
| 1. F. C. Slovácko          | República Checa | 2013-     | 404      | 45    |

## Palmarés

### Títulos nacionales
| Título                     | Club              | País            | Año  |
| -------------------------- | ----------------- | --------------- | ---- |
| Copa de la República Checa | 1. F. C. Slovácko | República Checa | 2022 |